# Odontocera flavicauda
Odontocera flavicauda är en skalbaggsart som beskrevs av Bates 1873. Odontocera flavicauda ingår i släktet Odontocera och familjen långhorningar.
Artens utbredningsområde är:
- Paraguay.
- Uruguay.

Inga underarter finns listade i Catalogue of Life.